# لطفي جعفر أمان
لطفي جعفر أمان (12 مايو 1928 - 16 ديسمبر 1971) كان شاعرًعدنيا، ويُعتبر شخصية بارزة في الأدب اليمني، خاصة في مجالات الشعر الرومانسي والثوري. تُظهر أعماله تأثره بالقضايا الثقافية والسياسية لوطنه، إلى جانب التوجهات الأدبية السائدة في العالم العربي خلال القرن العشرين. يعتبره العديد من النقاد أحد أهم الشعراء اليمنيين الذين تركوا بصمة في مرحلة ما قبل وما بعد الاستقلال.

## الحياة المبكرة والتعليم
وُلد لطفي جعفر أمان في كريتر، عدن، في 12 مايو 1928 لعائلة متوسطة الحال مهتمة بالفنون والثقافة، حيث كان أفراد عائلته منخرطين في الأدب، الموسيقى، والفنون التشكيلية. لعبت هذه البيئة دورًا كبيرًا في تشكيل اهتماماته الفنية. منذ سنواته الأولى، أظهر لطفي ميولًا متعددة نحو الفنون، حيث اهتم بالشعر، الموسيقى، والرسم.
بعد إكمال تعليمه في عدن، انتقل إلى الخرطوم، السودان، حيث التحق بكلية غوردون المرموقة، والتي كانت نقطة تحول في حياته الأدبية. خلال دراسته هناك، تعمق في الشعر العربي الرومانسي حتى تخرج عام 1948. أكمل تعليمه لاحقًا في لندن، حيث حصل على دبلوم من المعهد العالي للتربية عام 1955. كانت تجربته في لندن حاسمة لتوسيع معرفته بالأدب الغربي، وخاصة الشعر الرومانسي الإنجليزي، الذي أثّر على أسلوبه وموضوعاته.

## المسيرة المهنية في التعليم والدعوة الثقافية

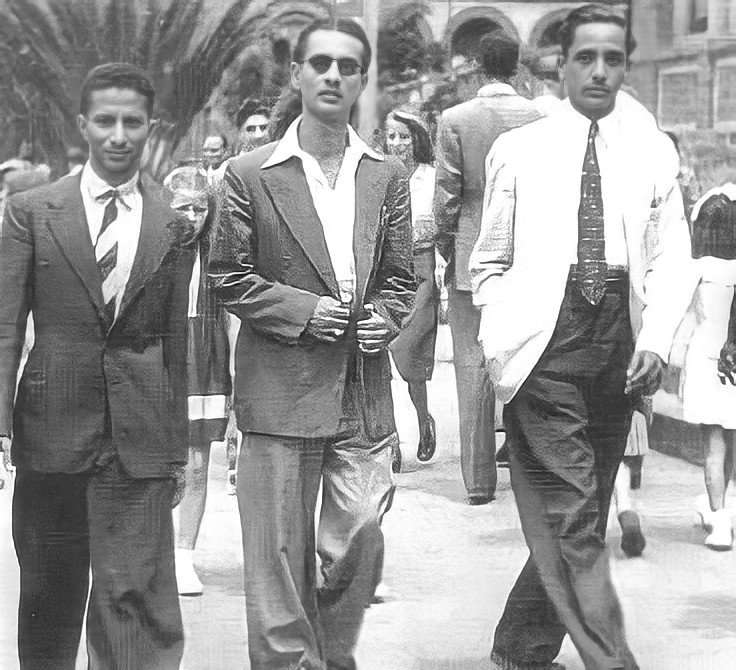
لطفي جعفر أمان أثناء دراسته في السودان

عند عودته إلى عدن، انخرط أمان بسرعة في الحياة التعليمية والثقافية في وطنه. بدأ مسيرته المهنية في التعليم في مركز تدريب المعلمين، حيث عمل محاضرًا يشارك معرفته بالأدب والتربية مع المعلمين المستقبليين. تطورت أدواره التعليمية على مر السنين، حيث شغل مناصب مفتش مدارس، وضابط في الشؤون التعليمية، وفي النهاية مديرًا للنشر والإعلام. وقد تكللت مهاراته الإدارية ورؤيته التعليمية بتعيينه مديرًا للتربية ثم نائبًا لوزير التربية في عدن. ومن خلال هذه الأدوار، لعب أمان دورًا مؤثرًا في تشكيل السياسات والنظم التعليمية في عدن بعد الاستعمار.
امتد تأثير أمان التعليمي إلى ما وراء التعليم الرسمي. فقد ساهم بانتظام في مجلة المعلم، حيث نشر مقالات حول النقد الأدبي والنظرية التربوية، مما يدل على التزامه بالحوار الفكري. بالإضافة إلى ذلك، شارك في إذاعة عدن حيث عمل مذيعًا، مقدماً عبر الأثير الشعر والمحتوى التعليمي لجمهور واسع. أصبحت صوته رمزًا للحياة الفكرية في عدن خلال منتصف القرن العشرين.

## الإسهامات الأدبية
تعتبر أعمال لطفي جعفر أمان الأدبية واسعة ومتنوعة، تشمل الأشكال الشعرية التقليدية والحديثة على حد سواء. أصدرت مجموعته الأولى بعنوان "بقايا نغم" عام 1948، مما جعله يدخل الساحة الأدبية اليمنية بقوة. وكانت هذه المجموعة، التي نُشرت عندما كان يبلغ من العمر 19 عامًا فقط، تمثل خروجًا كبيرًا عن التقاليد الكلاسيكية التي هيمنت على الشعر اليمني آنذاك. تأثر أمان بالرومانسية التي تجلت في أعمال شعراء مثل علي محمود طه، وإبراهيم ناجي، والتجاني يوسف بشير، وتميز شعره المبكر بالتركيز على التركيب الجمالي، والعمق العاطفي، واستكشاف مكانة الفرد في المجتمع.
كان تعامل أمان مع الرومانسية أصيلا وليس مجرد تقليد. فقد وسع شعره نطاق الرومانسية اليمنية من خلال دمج موضوعات مثل القومية، والعدالة الاجتماعية، والمعاناة الإنسانية. تعكس مجموعاته اللاحقة، مثل "ليالي" (1960)، "كانت لنا أيام" (1962)، و"الدرب الأخضر" (1970)، نضج أسلوبه.
تبرز مجموعة "ليالي" بشكل خاص لاستخدامها اللهجة العدنية، مما شكل ابتكارًا كبيرًا في الشعر اليمني وأظهر التزام أمان بالتفاعل مع التقاليد اللغوية المحلية مع تحديثها أيضًا.
تميزت مجموعاته الشعرية اللاحقة، وخصوصًا "الدرب الأخضر"، تحولًا من المواضيع الرومانسية البحتة إلى تلك التي تتفاعل مع الواقع السياسي المعاصر. قصيدته "أخي، كبلوني" هي مثال قوي على شعره الثوري، حيث يجسد روح المقاومة التي عرّفت الأجواء السياسية في جنوب اليمن خلال الستينيات والسبعينيات:
"أخي كبلوني
وغلّ لساني واتهموني
بأني تعاليت في عفتي
ووزعت روحي على تربتي
فتخنق أنفاسهم قبضتي
لأني أقدس حريتي
لذا كبلوني
وغلّ لساني واتهموني…"
هذه القصيدة، مثل العديد من أعمال أمان، تستخدم المعاناة الشخصية كاستعارة للنضال الجماعي، مما يعكس إيمانه بالترابط بين تحرير الفرد والتحرر الوطني.

## الشعر الثوري والقومي
كان لطفي جعفر أمان من الشعراء الذين ربطوا بين الأدب والقضايا السياسية،  خاصة خلال فترة الاستعمار البريطاني في جنوب اليمن. لم يكن شعره الثوري مجرد تعبير عن الوطنية، بل كان بمثابة أداة لتحفيز المقاومة ضد الاستعمار. أصبحت قصائده مثل "ليل إلى متى؟" و"إليكم يا إخوتي" رموزًا أدبية تُستخدم في التعبئة الثورية:
"على أرضنا بعد طول الكفاح
تجلى الصباح لأول مره
وطار الفضاء طليقاً رحيباً
بأجنحة النور ينساب ثره
وقبلت الشمس سمر الجباه
وقد عقدوا النصر من بعد ثوره
وغنى لنا مهرجان الزمان
بأعياد ثورتنا المستقره"
قصيدته "بلادي حرة" التي كُتبت في فترة الاستقلال عام 1967 أصبحت من أبرز القصائد التي تحتفي بتحرر اليمن الجنوبي. كان شعره يعكس روح الثورة ضد الاستعمار، حيث كان قادرًا على التعبير عن مشاعر الشعب في سعيه للتحرر.
"ثورتنا..
تهتف فينا أبدا..
يا عيدنا المخلدا..
غرد..
فإن الكون من حولي طليقاً غردا..
غرد على الأفنان في ملاعب الجنان..
الشعب لن يستعبدا..
قد نال حريته بالدم والنيران..
وقتل القرصان.."

## التأثير في الموسيقى والفنون
لم يقتصر تأثير أمان على الشعر، فقد كانت له إسهامات موسيقية، حيث تعاون مع موسيقيين بارزين مثل أحمد بن أحمد قاسم، ومحمد مرشد ناجي، وأبو بكر سالم بلفقيه وغيرهم. أصبحت قصائده مثل "في جفونك" و"صدفة التقينا" و "يا عيباه" و "أنا والعذاب" و"المي والرملة" جزءًا من التراث الموسيقي اليمني. من خلال هذه الأعمال، ساهم في تشكيل هوية فنية جديدة في اليمن تجمع بين التراث الموسيقي التقليدي والمعاصر.
كان أيضًا رسامًا موهوبًا، وقد انعكس اهتمامه بالجماليات على تصميم الأغلفة لمجموعاته الشعرية وأعمال فنية أخرى.

## الأيام الأخيرة والوفاة
في أوائل عام 1971، تدهورت صحة أمان بسبب مرض في القلب، وأُدخل مستشفى القوات المسلحة في المعادي بالقاهرة حيث خضع لعملية جراحية. ورغم نجاح العملية الأولية، توفي في 16 ديسمبر 1971 عن عمر ناهز 43 عامًا، مما شكل صدمة للأوساط الأدبية والثقافية في اليمن. تُعتبر وفاته خسارة كبيرة للأدب اليمني، ولكن إرثه الأدبي ما زال حيًا من خلال أعماله.

## الإرث
لطفي جعفر أمان يعتبر من أبرز الأدباء الذين ساهموا في تشكيل الشعر اليمني المعاصر. تُقرأ أعماله اليوم على نطاق واسع في اليمن، وتظل تلهم الأجيال الجديدة من الشعراء والمثقفين. أشعاره التي تجمع بين الرومانسية والثورية تبقى شهادة على قدرة الفن على التأثير في الواقع السياسي والاجتماعي.